# Guantanamera (imię)
Guantanamera – imię żeńskie pochodzenia amerykańskiego. W  Polsce nadawane rzadko, w latach 2010 – 2016 uznane jako jedno z najdziwniejszych imion nadawanych dzieciom.

## Pochodzenie
Guantanamera ("dziewczyna z Guantánamo") (hiszp. Guantanamera – przymiotnik rodz. żeńskiego od nazwy miejscowej Guantanamo; dosł. "guantanamska", guajira Guantanamera – dosł. (biała) chłopka guantanamska). Piosenka Guantanamera zainspirowała do utworzenia takiego imienia wielu rodziców.